# Keybase
Keybase è un'applicazione, rilasciata con licenza libera, per la messaggistica istantanea e la condivisione dei file che fa uso della crittografia end-to-end.

## Descrizione
Keybase mette a disposizione una chat e un sistema di cloud storage cifrati mediante crittografia asimmetrica, chiamati rispettivamente Keybase Chat e Keybase Filesystem. I file, presenti nel cloud, sono accessibili sul proprio computer tramite il client di Keybase quando questo è in esecuzione.
Keybase è anche una directory di chiavi crittografiche che mette in una correlazione pubblicamente verificabile le identità dei social media con le chiavi stesse. Keybase consente infatti di collegare pubblicamente le chiavi crittografiche a profili Twitter, GitHub, Reddit, Hacker News e Mastodon, ma anche a siti e domini di cui si ha il controllo. In linea generale, Keybase permette a qualunque servizio con identità pubbliche di integrarsi con Keybase.
Il 7 maggio 2020 Keybase ha annunciato di essere stata acquisita da Zoom, come "parte del piano [di Zoom] di rafforzare ulteriormente la sicurezza della [sua] piattaforma di comunicazioni video".

## Verifica delle identità
Keybase consente agli utenti di dimostrare di essere proprietari di un sito o di un profilo social (come, ad esempio, un account Twitter o Reddit) pubblicando sul sito o sul social stesso una dichiarazione firmata con la propria chiave crittografica. Queste dichiarazioni possono essere poi verificate dagli utenti.